# 赫尔曼·里特·冯·施佩克

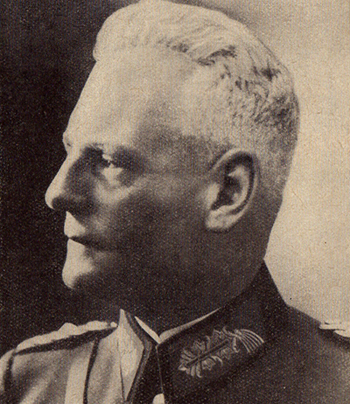
赫尔曼·里特·冯·施佩克

赫尔曼·里特·冯·施佩克（Hermann Ritter von Speck，1888年8月8日—1940年6月15日）是一位德國軍事人物，第一次世界大战后，施佩克加入德國自由軍團，在巴伐利亚南部、兰茨胡特、奥格斯堡以及慕尼黑参加过对德国十一月革命的镇压。他后来加入威瑪防衛軍，军衔为中校。
第二次世界大战期间的1940年6月15日，施佩克在法国约讷河桥村被法军机枪火力打死。死後被追授騎士鐵十字勳章。